# 圣洛伦佐河 (墨西哥)
圣洛伦佐河西班牙語：）是墨西哥的一条河流，注入太平洋。